# Zlatna arena za montažu
Sljedeći popis navodi dobitnike Zlatne arene za montažu na Festivalu igranog filma u Puli.

## Popis dobitnika

### Za vrijeme socijalističke Jugoslavije (1980. – 1990.)
| Godina | Dobitnik                      | Originalni naslov(i)       |
| ------ | ----------------------------- | -------------------------- |
| 1980.  | Vuksan Lukovac                | Svetozar Marković          |
| 1981.  | Vesna Lažeta                  | Visoki napon               |
| 1982.  | Andrija Zafranović            | Kraljevski voz             |
| 1983.  | Vuksan Lukovac                | Balkan ekspres             |
| 1984.  | Andrija Zafranović            | Balkanski špijun           |
| 1985.  | Filip Robar Dorin             | Ovni in mamuti             |
| 1986.  | Andrija Zafranović            | Večernja zvona             |
| 1987.  | Petar Marković                | Hi-Fi                      |
| 1988.  | Branka Čeperac                | Za sada bez dobrog naslova |
| 1989.  | Goran Terzić (sudobitnik)     | Kako je propao rokenrol    |
| 1989.  | Mustafa Presheva (sudobitnik) | Kako je propao rokenrol    |
| 1989.  | Snežana Ivanović (sudobitnik) | Kako je propao rokenrol    |
| 1990.  | Karpo Godina                  | Umetni raj                 |

### Za samostalne Hrvatske (1992.–danas)
| Godina | Dobitnik                                  | Originalni naslov(i)                      |                                           |
| ------ | ----------------------------------------- | ----------------------------------------- | ----------------------------------------- |
| 1991.  | Festival je bio otkazan.[A]               | Festival je bio otkazan.[A]               | Festival je bio otkazan.[A]               |
| 1992.  | Martin Tomić                              | Kamenita vrata                            |                                           |
| 1993.  |                                           |                                           |                                           |
| 1994.  | Natjecateljski program bio je otkazan.[B] | Natjecateljski program bio je otkazan.[B] | Natjecateljski program bio je otkazan.[B] |
| 1995.  | Josip Podvorac                            | Isprani                                   |                                           |
| 1996.  | Vesna Štefić                              | Prepoznavanje                             |                                           |
| 1997.  | Bernarda Fruk (sudobitnik)                | Mondo Bobo                                |                                           |
| 1997.  | Ivana Fumić (sudobitnik)                  | Mondo Bobo                                |                                           |
| 1998.  | Marina Barac                              | Tri muškarca Melite Žganjer               |                                           |
| 1999.  | Josip Podvorac                            | Crvena prašina                            |                                           |
| 2000.  | Tomislav Pavlic                           | Blagajnica hoće ići na more               |                                           |
| 2001.  |                                           |                                           |                                           |
| 2002.  | Marina Barac                              | Ne dao bog većeg zla                      |                                           |
| 2003.  | Josip Podvorac                            | Tu                                        |                                           |
| 2004.  | Dubravko Slunjski                         | Ta divna Splitska noć                     |                                           |
| 2005.  | Slaven Zečević                            | Snivaj, zlato moje                        |                                           |
| 2006.  | Tomislav Pavlic                           | Volim te                                  |                                           |
| 2007.  | Goran Guberović                           | Živi i mrtvi                              |                                           |
| 2008.  | Sandra Botica                             | Nije kraj                                 |                                           |
| 2009.  | Dubravko Slunjski                         | Ljubavni život domobrana                  |                                           |
| 2010.  | Mato Ilijić                               | Šuma summarum                             |                                           |
| 2011.  | Slaven Zečević                            | Koko i duhovi                             |                                           |
| 2012.  | Damir Čučić (sudobitnik)                  | Pismo ćaći                                |                                           |
| 2012.  | Hrvoje Mršić (sudobitnik)                 | Pismo ćaći                                |                                           |
| 2013.  | Slaven Zečević                            | Šuti                                      |                                           |
| 2014.  | Veljko Segarić                            | Broj 55                                   |                                           |
| 2015.  | Vesna Lažeta (sudobitnica)                | Imena višnje                              |                                           |
| 2015.  | Hrvoje Mršić (sudobitnik)                 | Imena višnje                              |                                           |
| 2016.  | Tomislav Pavlic                           | S druge strane                            |                                           |
| 2017.  | Hrvoje Mršić                              | Agape                                     |                                           |
| 2018.  | Tomislav Pavlic                           | Comic Sans                                |                                           |
| 2019.  | Marko Ferković                            | Dnevnik Diane Budisavljević               |                                           |
| 2020.  | Dubravka Turić                            | Tereza37                                  |                                           |
| 2021.  | Tomislav Pavlic                           | Zora                                      |                                           |
| 2022.  | Borna Buljević                            | Zbornica                                  |                                           |
| 2023.  | Dubravka Turić                            | Tragovi                                   |                                           |

### Višestruki dobitnici (1980.-danas)*
| Br. nagrada | Dobitnik           | Godine                       |
| ----------- | ------------------ | ---------------------------- |
| 5           | Tomislav Pavlic    | 2000, 2006, 2016, 2018, 2021 |
| 3           | Andrija Zafranović | 1982, 1984, 1986             |
| 3           | Josip Podvorac     | 1995, 1999, 2003             |
| 3           | Hrvoje Mršić       | 2012*, 2015*, 2017           |
| 2           | Vuksan Lukovac     | 1980, 1983                   |
| 2           | Marin Barac        | 1998, 2002                   |
| 2           | Dubravko Slunjski  | 2004, 2009                   |
| 2           | Slaven Zečević     | 2005, 2013                   |
| 2           | Dubravka Turić     | 2020, 2023                   |

Neki montažeri bili su nagrađivani više puta. Popis je poredan prema broju ukupnih nagrada. Godine u masnom označavaju nagrade u konkurenciji kinematografijâ republika i pokrajina bivše Jugoslavije (1980. – 1990.). Podijeljene nagrade označene su asteriskom (*).